# Psychothérapie corporelle
 (septembre 2019).
Si vous disposez d'ouvrages ou d'articles de référence ou si vous connaissez des sites web de qualité traitant du thème abordé ici, merci de compléter l'article en donnant les références utiles à sa vérifiabilité et en les liant à la section « Notes et références ».
La psychothérapie corporelle envisage l’approche thérapeutique dans une double lecture : elle pratique conjointement l’écoute attentive de l’histoire du sujet et celle des manifestations corporelles associées. Elle guide ainsi deux cheminements parallèles dont la prise en compte simultanée est opérante.
« Toute rigidité musculaire contient l’histoire et la signification de son origine »  écrit W.Reich en 1930. Il considère que l’ensemble des contractions musculaires, qu’il appelle la cuirasse musculaire, sont l’expression au niveau somatique, des mécanismes de défense de la personne. Reich définit une unité psychosomatique de l’être humain.
Il travaille avec la végétothérapie et les blocs corporels.
Les continuateurs anglo-saxons du courant des thérapies psycho-corporelles utilisent aujourd’hui le concept de « bodymind », de corps-conscience, qui traduit cette synergie indissociable entre l’inscription corporelle et les traces psychiques laissées dans les mémoires du sujet par les situations traumatisantes.
Wilhelm Reich décrivait la lecture du corps comme constituée par une série de sept segments circulaires entourant le corps, depuis les yeux jusqu’au bassin. Dans cette lecture du corps, chacun de ces segments retient et limite une partie de la personnalité. L’histoire du sujet se lit dans son inscription psycho-corporelle. 

## Écoles de psychothérapie corporelle
À l’origine l’Analyse Bioénergétique a été développée par Wilhem Reich. Il introduisit le concept de cuirasse corporelle signifiant ainsi que certaines expériences émotionnelles traumatiques qui prennent souvent racine dans la petite enfance, peuvent entraîner une contraction de certaines régions musculaires et en même temps une dévitalisation de l’état affectif pour protéger l’âme. L’écrit le plus connu de Reich : « L’analyse du caractère » (Reich 1945) décrit et explique donc les structures physiques et expressives en termes de névroses et introduit le lecteur à un certain nombre de techniques psychothérapeutiques à médiation corporelle. Deux de ses étudiants (et patients), John Pierrakos et Alexander Lowen menèrent plus loin les idées de Reich. Alors que Pierrakos a développé une forme de psychothérapie corporelle nommée « Core Energetics », Alexander Lowen a développé l’Analyse Bioénergétique telle qu’elle est connue aujourd’hui. Bioénergétique veut dire en réalité : traiter avec « l’énergie de la vie ». Les expressions somatiques, psychiques et affectives sont contrôlées par un mécanisme biologique commun dépendant de l’énergie.
La danse thérapie est une prestation complète qui allie le corps et l'esprit. L’objectif de l’utilisation de la médiation artistique est de créer du lien et du sens en renouant avec la communication non-verbale et verbale, en structurant la pensée, le discours, les comportements, en enrichissant l’imaginaire, en développant la capacité de symbolisation. L’art-thérapie aide à améliorer l’estime de soi par le sentiment de croissance des capacités créatives personnelles et par le partage avec les autres.

## Sources
- Michel Heller, "L'organisme intime", Edition L'Harmattan, 2022.
- Michel Heller, "Les psychothérapies corporelles", Edition DeBoeck, 2008
- Jack Painter, "Le travail psycho-corporel en profondeur", Edition Maloine 1992
- “Handbuch der Körperpsychotherapie” (Handbook of Body-Psychtherapiy) , Marlock, Weiss, Stuttgart: Schattauer, 2006; 1120 pages
- Rosenberg, J. L., Rand, M. & Asay, D. Le corps, le soi et l'âme
- [http://www.eabp.org/ voir histoire de la Psychothérapie Corporelle par David Boadalla